# Hermétisme

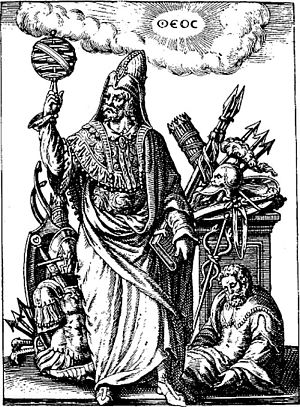
Jean-Jacques Boissard, de divinatione et magicis præstigiis, Oppenheim, début du XVIIe siècle représentation d'Hermès Trismégiste.

Hermétisme désigne deux courants de pensée :
- une doctrine ésotérique fondée sur des écrits (les Hermetica) de l'Antiquité classique attribués à l'inspiration de Hermès Trismégiste.
- son développement dans la doctrine des alchimistes au Moyen Âge puis essentiellement à partir de la Renaissance.

Antoine Faivre a suggéré d'employer deux termes distincts pour ces deux traditions de pensée. À côté du mot « hermétisme », servant à désigner le corps de doctrines des Hermetica ainsi que leurs gloses et exégèses, on peut employer le mot « hermétisme » pour désigner « un ensemble plus vaste de doctrines, de croyances et de pratiques, dont la nature s'est précisée à la Renaissance. Elles ne dépendent pas nécessairement de la tradition hermétique alexandrine, mais incluent aussi bien la kabbale chrétienne, le rosicrucisme, le paracelsisme, et d'une façon générale la plupart des formes que revêt l'ésotérisme occidental moderne ». Pour garder un minimum de cohérence, on ne saurait parler d'hermétisme en son sens second sans certaines conditions : affirmation de l'autorité d'Hermès ou d'Hermès Trismégiste ou de Thoth, ésotérisme (secret), inscription dans un courant historique précis (celui du Corpus Hermeticum, pour l'essentiel), tendance philosophique précise (centrée sur l'Un-Tout, la divinisation de l'esprit, les correspondances, l'alchimie mystique).
L'hermétisme est une philosophie, une religion, un ésotérisme, ou une spiritualité en quête du salut, par l'esprit (comme le gnosticisme) mais supposant la connaissance analogique du cosmos. Le salut passe par la connaissance : se connaître, se reconnaître comme « étant fait de vie et de lumière », comme Dieu, en tant qu'intellect. Et cela constitue une contemplation, la vue du Bien, en sa « beauté impérissable, incompréhensible ».

## Hermès Trismégiste
L'hermétisme se présente comme une révélation d'Hermès Trismégiste (grec ancien : Ἑρμῆς ὁ Τρισμέγιστος). Hérodote (vers 420 av. J.-C.) et la célèbre « pierre de Rosette » (-196) signalent déjà l'identification entre le dieu égyptien Thot et le dieu grec Hermès. Thot, le dieu Ibis, est identifié à Hermès car ils ont plusieurs points communs : ils conduisent les morts, ils ont inventé l'écriture, et diverses techniques, ils sont les scribes des dieux. Selon Cicéron, il y eut cinq Hermès, dont le dernier est appelé Thot en Égypte. La première mention du nom « Trismégiste » figure chez Philon de Byblos et Athénagoras, au IIe siècle.

« Le cinquième est adoré par les Phénéates [en Arcadie ?]. On dit qu'il tua Argos et que, pour cette raison, il s'enfuit d'Égypte. Il avait donné aux Égyptiens leurs lois et leur écriture. C'est celui que les Égyptiens appellent Thoth.
« Trismégiste » (en grec ancien Τρισμέγιστος) signifie « trois fois grand », donc très grand : Hermès l'extraordinaire ! C'est une traduction maladroite, en grec, de l’égyptien hiéroglyphique (ou démotique) « aâ aâ aâ ur » (grand, grand, très grand) où la répétition exprime une sorte de superlatif. Le Trismégiste est présenté comme un grand Sage qui a vécu dans des temps très anciens et qui est proche des dieux. Son époque remonte avant Platon et même les Sept sages, selon Lactance. Dans le « trois fois grand », la Souda reconnaît le signe de la Trinité, Bernard de Trévise (XVe siècle) y décèle une allusion aux trois règnes (minéral, végétal, animal) ; dans un traité daté de 1736, publié sous le pseudonyme de « Pyrophilios », on lit que ce nombre est une allusion aux trois principes (sel, soufre, mercure) [de Paracelse] ; le plus souvent, il est interprété comme signifiant « grand philosophe, prêtre et roi ». »

Quant à savoir si les Hermetica sont une révélation, pour les Anciens, les gens du Moyen Âge et de la Renaissance, ils le sont certainement. Les doutes sont arrivés sur la divinité et l'antiquité de l'enseignement à partir d'un érudit huguenot, Isaac Casaubon. Celui-ci démontre en 1614 que le Corpus Hermeticum n'est pas antérieur au IIe ou IIIe siècle av. J.-C. : le Corpus mentionne Phidias (Ve siècle av. J.-C.), il cite des auteurs tardifs, il a un style hellénistique. On lit aisément les influences du Timée de Platon, des stoïciens, du gnosticisme, de certains néoplatoniciens, et même du judaïsme.

## Hermétisme gréco-égyptien

### Littérature
L'hermétisme gréco-égyptien a reçu des appellations diverses : « hermétisme alexandrin », « hermétisme égyptianisant », « hermétisme hellénistique », « hermétisme gréco-hellénique », « hermétisme antique ». L'ensemble des textes reçoit le nom d’Hermetica, il comprend deux grands ensembles, bien distingués par André-Jean Festugière. Tous se donnent pour des révélations d'Hermès Trismégiste.
1. Hermétisme populaire (ou technique). Un premier ensemble regroupe des textes occultistes, écrits dès le IIIe siècle av. J.-C., mis en circulation dès le Ier s. av. J.-C., traitant d'astrologie (IIIe – IIe siècles av. J.-C.), d'alchimie (IIe – Ier siècles av. J.-C.), de magie (IVe – VIIe siècles av. J.-C.), de botanique magique, de médecine occulte. La doctrine sur laquelle repose cet ésotérisme est celle des correspondances et des antipathies ou sympathies (venue des stoïciens, et, vers 100 av. J.-C., de Bolos de Mendès). « On suspendait à un astre donné toute une hiérarchie d'êtres, depuis l'ange jusqu'au minéral, dont les propriétés étaient censées en rapport, en sympathie avec cet astre. Le savant qui connaissait ces séries était évidemment le maître de la nature »[12].
2. Hermétisme savant (ou philosophique). Un second ensemble regroupe des textes philosophiques, élaborés dès la fin du Ier s. Il regroupe le Corpus Hermeticum (en grec), l'Asclépius (en latin), les extraits hermétiques recueillis vers 490 par Stobée (dont le Korè Kosmou ou Pupille du monde), des traités trouvés en 1945 en Haute-Égypte, à Nag Hammadi, dans une bibliothèque copte gnostique. Les historiens modernes ont montré que les auteurs hermétiques sont soit des Grecs égyptianisés soit des Égyptiens hellénisés, vivant sans doute à Alexandrie. Formaient-ils des confréries hermétiques ? Oui, selon Richard August Reitzenstein et J. Geffcken, non selon W. Bousset et A.-J. Festugière[13].

La distinction n'est pas tranchée : on trouve dans les Hermetica philosophiques de l'astrologie (Stobée fragment VI ; Nag Hammadi 62), de l'alchimie (Corpus Hermeticum, V, 9 ; XII, 8 ; XIV, 10), de la magie (Nag Hammadi VI, 56).

### Doctrine
D'après Frances Yates, l'hermétisme du Corpus Hermeticum est « un mélange de platonisme, de stoïcisme, et de quelques traces judaïques et persanes ». Après avoir opéré la distinction populaire/savant, Festugière opère, après W. Bousset (1914), une autre division, cette fois à l'intérieur du seul hermétisme dit savant ou philosophique. La pensée religieuse de l'hermétisme philosophique « est dominée par deux tendances, qu'on peut dire une tendance optimiste et une tendance pessimiste ».
- Hermétisme savant optimiste. « Dans la première [tendance], le monde est considéré comme beau : il est essentiellement un ordre (…). Un tel ordre suppose un Ordonnateur (…), en sorte que la vue du monde conduit naturellement à la connaissance et à l'adoration d'un Dieu démiurge du monde ». « Courant optimiste : C.H. [Corpus Hermeticum] II, V, VI, VIII, IX-XII, XIV, XVI, l'Asclépius, certains morceaux de Stobée XXIII, XXVI ».
- Hermétisme savant pessimiste. « Dans la seconde [tendance], le monde est considéré comme mauvais. Le désordre y domine (…). Le Dieu (…) ne peut être directement le créateur du monde (…), ce Dieu sera infiniment éloigné, infiniment au-dessus du monde. Il sera hypercosmique. Entre lui et le monde, on supposera toute une série d'intermédiaires (…). Il faudra fuir tout ce qui est matière ». « Courant pessimiste : C.H. I, IV, VII, XIII, certains morceaux de l'Asclépius et le fond de Stobée XXIII (Korè Kosmou) »[16].

Les grands thèmes de l'hermétisme savant sont les suivants, selon Festugière. Il y a trois Vivants : Dieu, le monde et l'homme (son intellect) (Asclépius, 10).
- A) Dieu : existence et unicité de Dieu (C.H. XI 5-14), excellence de Dieu (C.H. II 14-16, VI), Dieu donne tout et ne reçoit rien parce qu'il n'a besoin de rien (C.H. II 16, V 10, VI 1, X 3), Dieu source de tout (C.H. XI 3), Dieu présent partout contient tout (C.H. XI 6, 20, XII 22-23), Dieu Un et Tout (C.H. XIII 17, XVI 3), Dieu éternellement actif (C.H. XI 13-14, XVI 19), Dieu créateur créant parce qu'il est bon (C.H. IV 1-2), Dieu cause seulement du bien (C.H. VI), Dieu non cause du mal (CH IV 8, XIV 7). Dieu est androgyne, « mâle-et-femelle ».
- B) Le monde : sympathie, lien entre ciel et terre (Asclépius, Stobée XXIII ss.).
- C) L'intellect (νους) : origine divine de l'intellect soit comme parcelle de l'Âme du Tout (C.H. X 7, 15) soit comme dérivée de la Vie et de la Lumière qui sont des éléments constituants de Dieu (C.H. I 17), intellect œil de l'âme ou du cœur (C.H. IV 11, V 2, VII 1, X 4, 5, XIII 14, 18), pouvoir de la pensée (C.H. XI 19-20), existence de Dieu invisible prouvée par l'existence de l'âme invisible (C.H. V 2).

### Initiation
Certes, l'hermétisme gréco-égyptien est « littéraire », mais on devine des initiations. Il semble que les hermétistes alexandrins pratiquaient une religion plus mentale que rituelle, prônant la discipline de l'arcane (l'interdiction de révéler aux profanes), la contemplation, certains exercices extatiques. Comme le remarque Mircea Eliade, « nous avons affaire à un nouveau modèle de communication des sagesses ésotériques. À la différence des associations fermées comportant une organisation hiérarchique, des rites initiatiques et la révélation progressive d'une doctrine secrète, l'hermétisme, tout comme l'alchimie, implique uniquement un certain nombre de textes révélés, transmis et interprétés par un « maître » à quelques disciples soigneusement préparés (c'est-à-dire rendus « purs » par l'ascèse, la méditation et par certaines pratiques cultuelles)… Le texte sacré peut être oublié pendant des siècles, il suffit qu'il soit redécouvert par un lecteur compétent pour que son message redevienne intelligible et actuel ».
À partir d'une analyse du traité de Nag Hammadi sur l'Ogdoade et l'Ennéade (c'est-à-dire la huitième et la neuvième sphères célestes), plusieurs spécialistes concluent aujourd'hui à l'existence de rites et de communautés hermétiques dans les premiers siècles chrétiens. Selon Jean-Pierre Mahé, l’initiation à l’Ogdoade et l’Ennéade n’est conférée qu’après un long parcours sur « la voie d’immortalité ». Les étapes de ce parcours sont : la gnose (éveil, prise de conscience, renoncement au mal et quête du Dieu suprême), le discours (étude des enseignements d’Hermès : les Définitions conservées en version arménienne, les Leçons générales et les Leçons détaillées), et l’intellect (exercices de contemplation silencieuse). De même que la quête hermétique du Dieu suprême n’implique pas l’abandon du polythéisme égyptien, la progression sur la voie d’immortalité s’accompagne de la pratique de l’astrologie (pour connaître le chemin de la remontée de l’âme) et de l’alchimie (pour apprendre à se transformer soi-même). L’existence d’objets aussi précieux que la carte hermétique du cosmos figurant sur les tablettes astrologiques de Grand (en ivoire et en or) rend improbable l’appellation d’hermétisme « populaire » attachée à ces exercices. Il faudrait plutôt y voir une littérature hermétique « pratique », en complément des textes hermétiques « philosophiques ».

## Histoire

### Hermétisme antique
L'hermétisme commence à Alexandrie au IIIe siècle av. J.-C. avec des textes occultistes (astrologie, magie, etc.) attribués à Hermès Trismégiste ou mis sous son autorité. Suivent, entre 100 et 300, des textes philosophiques, dont le très important Corpus Hermeticum, écrit en grec lui aussi, par des Égyptiens instruits dans la culture grecque ou par des Grecs vivant au sein de la culture égyptienne. Le texte le plus influent, annexé au Corpus Hermeticum, reste l'Asclépius, originellement écrit en grec au début du IVe siècle av. J.-C., dont on ne conserve qu'une traduction latine. Le Poimandrès eut aussi une grande influence. Vers 200 av. J.-C. l'historien juif Artapan assimile Thoth-Hermès à Moïse.
À partir du IIe siècle av. J.-C. sont mis en circulation les premiers écrits alchimiques attribués à Hermès Trismégiste. Ainsi commence ce qu'on appelle « la tradition hermético-alchimique ». Voici quelques titres : Isis la prophétesse à son fils Horus, La clef, Petite clef. L'alchimie se centre alors sur quatre choses : or, argent, pourpre (porphyre), pierres précieuses. Zosime de Panopolis, le premier grand alchimiste (vers 300), utilise les Hermetica. Le récit de Bolos de Mendès (100 av. Jésus-Christ selon R. Halleux) qui raconte comment il a découvert un livre d'Hermès Trismégiste dans une colonne enflammera les imaginations. Beaucoup d'auteurs diront qu'ils ont découvert un livre secret, soit hermétique soit alchimique, contenant des mystères révélés par Hermès Trismégiste. Bolos reçoit l'initiation d'Ostanès le Mage, vivant, mort ou fantôme. Diverses versions circulent, dont celle-ci : « Alors que nous nous trouvions dans le temple, une petite colonne se brisa par hasard, dont nous constatâmes que l'intérieur était vide. Pourtant Ostanès affirma qu'en elle se trouvaient, précieusement conservés, les livres ancestraux, et il la fit voir en grande pompe à tout le monde. En nous penchant pour regarder à l'intérieur, nous eûmes la surprise de voir que nous avions laissé échapper quelque chose, car nous y découvrîmes ce mot si utile [attribué à Ostanès] : « La nature se plaît dans la nature, la nature triomphe de la nature, la nature domine la nature » ». Cicéron énumère les cinq Hermès. Les textes hermétiques trouvés dans la Bibliothèque copte de Nag Hammadi, en Égypte, datent du IIe siècle au IIIe siècle.

### Temps médiévaux
Du IVe siècle peut-être date l'original grec, perdu, de La Table d'émeraude, dont on a une traduction arabe dans le Livre du secret de la création (Kitâb sirr al-Halîka) (VIe siècle s.) attribué à Balînûs, c'est-à-dire à Apollonius de Tyane. C'est le texte le plus célèbre de la tradition hermético-alchimique. Il sera traduit en latin vers 1140 par Hugues de Santalla.

« C'est ici le livre du sage Bélinous [Apollonius de Tyane], qui possède l'art des talismans : voici ce que dit Bélinous. […] Il y avait dans le lieu que j'habitais [Tyane] une statue de pierre, élevée sur une colonne de bois ; sur la colonne, on lisait ces mots : « Je suis Hermès, à qui la science a été donnée… » Tandis que je dormais d'un sommeil inquiet et agité, occupé du sujet de ma peine, un vieillard dont la figure ressemblait à la mienne, se présenta devant moi et me dit : « Lève-toi, Bélinous, et entre dans cette route souterraine, elle te conduira à la science des secrets de la Création… » J'entrai dans ce souterrain. J'y vis un vieillard assis sur un trône d'or, et qui tenait d'une main une tablette d'émeraude… J'appris ce qui était écrit dans ce livre du Secret de la Création des êtres… [Table d'émeraude :] Vrai, vrai, indiscutable, certain, authentique ! Voici, le plus haut vient du plus bas, et le plus bas du plus haut ; une œuvre des miracles par une chose unique… »

De nombreux théologiens ou philosophes citent Hermès Trismégiste : Lactance (vers 310 : Institutions divines), Augustin d'Hippone (en 415 : La Cité de Dieu), Alain de Lille (vers 1200), Guillaume d'Auvergne (en 1228), Albert le Grand (en 1253 : De cælo), Roger Bacon (en 1267 : Opus majus). Quodvultdeus de Carthage rédige entre 437 et 439 le Tractatus adversus quinque hæreses ; ce Traité contre cinq hérésies, selon Irène Caiazzo, « circule sous le nom d'Augustin au Moyen Âge, il proclame la compatibilité et l'accord entre les doctrines chrétiennes et l'enseignement d'Hermès exposé dans l’Asclépius, ce qui favorisa l'entrée d'Hermès, en tant que prophète païen de la révélation chrétienne, dans les bibliothèques médiévales, malgré la sévère condamnation de l'Asclépius lancée par Augustin dans le De civitate Dei ».
Les alchimistes se recommandent fréquemment de Hermès ou de Hermès Trismégiste. Le traité hermético-alchimique des Sept chapitres attribués à Hermès Trismégiste (après 1250) commence ainsi : « Dans les histoires des choses divines nous lisons qu'il y a eu trois grands personnages appelés Hermès. Le premier a été Énoch, d'avant le déluge, il fut transporté au Ciel, accompagné des Anges, dans un chariot de feu. Le deuxième a été Noé, qui se sauva au déluge dans l'Arche, par le commandement de Dieu : car l'un et l'autre a été appelé Hermès, et Mercure pour les distinguer de cet Hermès, qui régna en Égypte après le déluge. Ce troisième a été un excellent homme, qui, orné du bandeau Royal, a régné longtemps en Égypte, et fut appelé trois fois grand à cause de sa triple vertu, car on dit qu'il fut Roi des Philosophes et Prophète, lequel aussi on dit avoir été inventeur de toute discipline libérale et mécanique. Geber, Roi des Perses, l'appelle Prince, et Albert le Grand dit que ce fut Alexandre le Grand. On dit qu'en son sépulcre furent trouvés tous les métaux et minéraux du monde, écrit la Table Smaragdine (Table d'émeraude) ».

### Renaissance
Vers 1440, Gémiste Pléthon défend l'hermétisme (confondu avec le zoroastrisme) et affirme l'existence d'une tradition ésotérique, avec Zoroastre, Pythagore, etc. Marsile Ficin fait paraître en 1471 sa traduction latine d'une grosse partie du Corpus Hermeticum sous le titre latin Mercurii Trismegisti Pimander seu liber de potestate ac sapientia Dei. Ficin élabore une célèbre chaîne de maîtres en ésotérisme, chaîne appelée prisca theologia (théologie antique) : « Parmi les philosophes, il [Hermès Trismégiste] fut le premier à se tourner des questions physiques et mathématiques vers la contemplation du divin, le premier à parler avec une grande sagesse de la majesté de Dieu, de l'ordre des démons, des vicissitudes des âmes. Et c'est à cause de cela qu'il fut appelé le premier théologien ; il fut suivi par Orphée, qui initia Aglaophème aux saintes vérités, et Pythagore succéda en théologie à Orphée, qui fut suivi par Philolaos, maître de notre Platon. C’est pourquoi il n’y eut qu’une seule, secte de la prisca theologia [théologie antique], toujours cohérente par rapport à elle-même, formée par six théologiens selon un ordre admirable, qui commence par Mercure [Hermès] et se termine par Platon. Quant à Mercure, il écrivit de nombreux livres concernant la connaissance des choses divines dans lesquelles apparaissent, dans le nom du Dieu immortel, des mystères et de stupéfiants oracles, et où il parle non seulement comme un philosophe mais souvent comme un prophète qui chante le futur. Ce fut lui qui prédit la fin de la prisca theologia, la naissance de la nouvelle foi, l'avènement du Christ, le jugement dernier, la résurrection de la chair, la gloire des saints, le supplice des pêcheurs ». Frances Yates énumère les auteurs relevant de « l'hermétisme religieux au XVIe siècle : Lefèvre d'Étaples, Symphorien Champier, Turnebus, François de Foix de Candale, Jacques Gohorry, Pontus de Tyard, Philippe du Plessis Mornay, Hannibal Rosseli, Francesco Patrizi, Giodano Bruno, Thomas More, John Colet. L'ouvrage de Ficin est traduit en français en 1574, avec commentaires, par François Foix de Candale sous le titre Le Pimandre de Mercure Trismégiste. L'hermétisme italien se développe avec Marsile Ficin, J. Pic de la Mirandole, G. Bruno, F. Patrizi (1591), H. Rosseli. En 1488, une mosaïque de Giovanni di Stefano, à la cathédrale de Sienne, représente Hermès Trismégiste face à Moïse et aux côtés de la Sibylle. L'hermétisme se fait français avec Lefèvre d'Étaples en 1494-1505, Symphorien Champion en 1507, Jacques Gohory, Du Plessis-Mornay en 1582. Le philosophe Francesco Patrizi demande au pape d'enseigner l'hermétisme dans les écoles chrétiennes (Nova de universis philosophia, 1591). Rodolphe II de Habsbourg, empereur de 1576 à 1612, fut surnommé « le nouvel Hermès Trismégiste », tant il était féru d'hermétisme, d'alchimie : il fit venir à sa cour, à Prague, John Dee, Michael Maier, Oswald Croll, Heinrich Khunrath, Giordano Bruno, il réunit des collections d'objets dans un but magique.

### Temps modernes
Au milieu du XVIIIe siècle, le mythe continue à fonctionner. Michel de Ramsay, fondateur de la franc-maçonnerie ésotérique, raconte dans un roman comment son héros, Cyrus, rencontre Hermès Trismégiste à Thèbes d'Égypte. Lenglet du Fresnoy écrit Histoire de la philosophie hermétique (1742). Le grand historien de la philosophie qu'est J. Brucker réserve une grande place à la philosophie hermétique. En 1770, Etteilla, après Antoine Court de Gébelin qui l'avait relié à l'Égypte, attribue le Tarot à des Sages présidés par Hermès Trismégiste. Au XIXe siècle, les grands occultistes ou ésotéristes reviennent à Hermès : Pascal Berverly Randolph (Hermes Mercurius Trismegistus. His Divine Pymander, 1851), Éliphas Lévi (La clef des grands mystères suivant Hénoch, Abraham, Hermès Trismégiste et Salomon, 1859), Anna Kingsford (1885). Diverses organisations initiatiques se veulent hermétiques, dont l'énigmatique Hermetic Order of Luxor (1884), l'Hermetic Society d'Anna Kingsford (1884), et le puissant Hermetic Order of the Golden Dawn (1888). En 1908 a paru The Kybalion; a study of the hermetic philosophy of ancient Egypt and Greece, by Three Initiates.

### Contemporain
L'École de la Rose-Croix d'Or de Jan van Rijckenborgh revient à Hermès Trismégiste (La Gnose originelle égyptienne, 1960). Valentin Tomberg, l'auteur des Méditations sur les arcanes majeurs du Tarot (1980), place la Tradition sous la gouverne de la « Philosophie hermétique ». Mais le XXe se signale davantage par les grands travaux, érudits, historiques, scientifiques de spécialistes de la littérature hermétique : Richard August Reitzenstein (Poimandres. Studien zur griechisch-ägyptischen und frühchristlichen Literatur, 1904), André-Jean Festugière (La Révélation d'Hermès Trismégiste, 1944-1954, 4 vol.). En 1984, Joost Ritman a fondé à Amsterdam la Bibliotheca Hermetica Philosophica, spécialisée dans les ouvrages d'hermétisme chrétien.

## Sens ordinaire du mot
Les ouvrages alchimiques utilisant un langage symbolique codé, compréhensible seulement par les adeptes, par extension, on qualifie d'hermétique un texte, une doctrine incompréhensible, indéchiffrable, inaccessible pour tous, à l'exception possible de quelques très rares initiés. Ce sens est renforcé par le fait que les alchimistes utilisaient une technique particulière pour clore certains des vases et autres cornues qu'ils utilisaient lors de leurs expérimentations (coction, décoction, sublimation, etc.) qualifiée de « fermeture hermétique ». Derrière cette expression se dissimulerait un procédé qui consisterait pour certains à boucher le flacon à l'émeri, pour d'autres à refermer le flacon sur lui-même en faisant fondre le verre, à moins que le terme ne voile une signification plus profonde. D'où l'expression clore hermétiquement un bocal, etc.

### Textes populaires
- Cyranides (vers 100) : texte grec : D. Kaimakis, Cyranides, Meisenheim-am-Glan, 1976 ; en traduction latine : Louis Delatte, Textes latins et vieux français relatifs aux Kyranides, Liège, Droz, 1942, 316 p., p. 1-206. C'est un grimoire : un recueil de recettes magiques [lire en ligne].
- Liturgie mithriaque ou Rituel mithraïque (partie du fameux Grand Papyrus Magique no 754 de la Bibliothèque nationale de Paris, IVe s.) : Manuel de magie égyptienne. Le Papyrus magique de Paris, trad. du grec, Les Belles Lettres, 1995 [lire en ligne].
- Iatromathematica d'Hermès Trismégiste à Ammon l'Égyptien (astrologie médicale). Trad. latine Johannes Stadius, Hermetis Trismegisti Iatromathematicum, dans Johannes Stadius, Ephemerides novæ et exactæ ab anno 1554 ad annum 1570, Coloniæ Agrippinæ, 1556.
- Liber Hermetis de quindecim stellis et de quindecim lapidibus et de quindecim herbis et de quindecim figuris (Livre d'Hermès Abhaydimon sur les XV étoiles et XV pierres et XV herbes et XV figures), dit aussi Quadripartitum Hermetis (Quadripartie d'Hermès : étoiles, pierres, herbes, figures). Renaissance man: the reconstructed libraries of European scholars, 1450-1700. Series 1, The books and manuscripts of John Dee, 1527-1608. Part 1, Manuscripts from the Bodleian Library, Oxford; reel 7, Ashmole 1471, leaves 50-56. Adam Matthew Publications Ltd., Pelham House, London Road, Marlborough, Wiltshire. Louis Delatte, Textes latins et vieux français relatifs aux Cyranides, Droz, 1942, p. 235-275. Date des premiers siècles. Utilisé par Henri-Corneille Agrippa de Nettesheim.
- Liber Hermetis Trismegisti [lire en ligne] (original grec du IIIe siècle av. J.-C. ; il ne reste que la traduction latine du Ve s.) : Hermetis Trismegisti De Triginta Sex Decanis (Livre d'Herlès Trismégiste sur les trente-six décans, texte latin édité par S.F., version picarde des chapitres XXIV-XXV éditée par S. Feraboli et Sylvain Matton, Corpus Christianorum, Continuatio Mediævalis, CXLIV, Hermes Latinus, t. IV, partie I, Turnhout (Belgique), Brepols, 1994, xliv-387 p. Astrologie des 36 décans selon Claude Ptolémée.
- Livre sacré d'Hermès à Asclépios. Liber sanctus Hermetis ad Asclepium (botanique) : édition par Charles-Émile Ruelle, Revue de Philologie (RPh), t. 32, 1908, p. 247-277.
- Salmeschiniaka (Livre des nativités ? ; 200 av. J.-C. ?) : Josef Kroll, « Salmeschiniake », dans Pauly-Wissowa, Real-Encyclopädie der classischen Altertumswissenschaft, Suppl. V, col. 843-6. Le plus ancien traité d'astrologie individuelle gréco-égyptienne.
- Traité sur la pivoine : A.-J. Festugière, Hermétisme et mystique païenne, Aubier-Montaigne, 1967, p. 181-201.

### Textes savants
- Corpus Hermeticum (17 traités, écrits de 100 à 300 environ, mis en circulation dès la fin du IIe siècle) (= C.H.) : Hermès Trismégiste, trad. André-Jean Festugière, t. I, 159 p. : Poimandrès. Traités II-XII, t. II, p. 196-404 : Traités XIII-XVIII. Asclépius. Le Poimandrès (C.H. I) date de la fin du Ier s. ou du début du IIe s[34]. Le traité XVIII n'est pas hermétique. On pourrait admettre l'Asclépius comme traité XIX. En ligne dans la traduction de Louis Ménard (1867). Poimandrès     . Poimandrès .
- Asclépius ou Discours parfait Λόγος τέλειος (début du IVe s. ; conservé en latin), dans Hermès Trismégiste, t. II, p. 296-355. Ce traité « expose tout l'ensemble de la gnose hermétique : cosmogonie, anthropogonie, sort des âmes, mission apostolique » (A.-J. Festugière). En ligne dans la traduction de Louis Ménard (1867).
- Extraits hermétiques (une trentaine) dans l'Anthologie de Stobée (vers 490) : Stobæi hermetica = Hermès Trismégiste, t. III, 93 p., et t. IV, 150 p. : Fragments extraits de Stobée. Parmi ces extraits le fragment XXIII : Korè Kosmou (Pupille du monde)  .
- Cet ensemble-là est donc traduit par le Révérend Père André-Jean Festugière, sous le titre : Hermès Trismégiste, Les Belles Lettres, « collection des universités de France » (Budé), 1945-1954, rééd. 1960, rééd., 2002 et 2003, 4 vol. Extraits : Hermès Trismégiste, Les trois révélations, Paris, Les Belles Lettres, « Aux sources de la tradition », 1998, 169 p.
- Textes du Corpus Hermeticum en ligne dans une traduction ancienne.
- Témoignages hermétiques (de Cyrille d'Alexandrie, saint Augustin, etc.) : Hermetica. The ancient Greek and Latin writings… ascribed to Hermes Trismegistus, éd. Walter Scott, Oxford, Clarendon Press, t. IV (avec notes de A. S. Ferguson) : Testimonia, with introduction, addenda and indices, 1936, 576 p. ; fac-similé Kessinger Publishing, 1998, 628 p.
- textes hermétiques coptes et arméniens (vers 350), trouvés en 1945 en Haute-Égypte, à Nag Hammadi (= N.H., VI, 6-8) : Jean-Pierre Mahé, Hermès en Haute-Égypte, t. I : Les textes hermétiques de Nag Hammadi et leurs parallèles grecs et latins, dont L'Ogdoade et l'Ennéade (grec traduit en copte)  ; t. II : Le Fragment du « Discours parfait » [= l'Asclépius] et les « Définitions d'Hermès Trismégiste à Asclépius » , Québec, Presses de l'Université de Laval, 1978-1982. Définitions d'Hermès Trismégiste à Asclépius (en arménien) : t. II p. 355-406.

### Textes relevant de l'hermétisme occidental
- Manilius, Astronomica (Ier s.). L'astrologie comme don du dieu Hermès.
- La Table d'émeraude (IVe s. en grec ?, texte canonique en latin vers 1140), trad., Paris, Les Belles Lettres, « Aux sources de la tradition », 1994, p. 10-12 (version arabe et trad.), 22 (version latine), 43-44 (traduction française) [lire en ligne].
- Le livre de Cratès (IXe-Xe s.), trad. de l'arabe O. Houdas (1893), apud Hermès Trismégiste. La Table d'émeraude, Les Belles Lettres, coll. « Aux sources de la Tradition », 1994, p. 95-136, p. 100 : « C'est Hermès Trismégiste, et le livre qui est devant lui est un de ceux qui contiennent l'explication des secrets qu'il a cachés aux hommes ».
- Six chapitres attribués à Hermès Trismégiste (Liber Hermetis Mercurii Triplicis de sex rerum principiis) (1135-1147), dans W. Salmon, Bibliothèque des philosophes chimiques. Liber Hermetis Mercurii Triplicis de VI rerum principiis (XIIe siècle), édi. par Th. Silverstein, dans Archives d’histoire doctrinale et littéraire du Moyen Âge, no 22, 1965, pp. 217-301. Mark D. Delp, Hermetis Trismegisti De sex rerum principiis / cura et studio Paolo Lucentini, Turnhout (Belgique), Éditions Brepols, 2006, 228 p., coll. « Hermes latinus, Corpus christianorum. Continuatio mediævalis », 142. « Cosmogonie composée par un Occidental à partir de sources latines (Bède, Macrobe, Adélard de Bath, Guillaume de Conches) et arabes (Liber Almanach, Liber ezich) » (Alain de Libera).
- Le livre des XXIV philosophes (Liber viginti quattuor philosophorum) (apocryphe arabe, fin du XIIe s.), trad. du latin Françoise Hudry, Grenoble, Jérôme Millon, 1994, 224 p.
- Alain de Lille (?), Glosæ super Trimegistum (vers 1200). « Glosæ super Trismegistum. Un commento medievale all Asclepius ermetico », Archives d'histoire doctrinale et littéraire du Moyen Âge, no 62, 1995, pp. 189-293.
- Sept chapitres attribués à Hermès Trismégiste (Hermes Trismegistus. Tractatus Aureus de Lapidis Physici Secretô, in septem Capitula divisus) (après 1250, 1re éd. 1566). Trad. G. Soly (1626) : Sept traités ou chapitres dorés d'Hermès Trismégiste, apud Hermès Trismégiste. La Table d'émeraude, Les Belles Lettres, coll., 1994, p. 75-94. A peut-être un original arabe (selon J. Ruska). « Aux sources de la Tradition ».
- Wolfram von Eschenbach, Parzival (vers 1210), trad. Alphonse Grandmon, Genève, Éditions Anthroposophiques Romandes, 2004. Un ermite s'appelle Trevizrent (= « triple science »).
- Marsile Ficin, Argumentum à sa traduction du Mercurii Trismegisti Pimander [= Poimandrès] en 1471 : Opera omnia (1576), reprise Miraval, 2008, 2 t., p. 1836.
- Lodovico Lazzarelli, Crater Hermetis (1494) : trad. an. Wouter J. Hanegraaff et Ruud M. Bouthoorn, Lodovico Lazzarelli (1447-1500) : The Hermetic Writings and Related Documents, Arizona Center for Medieval and Renaissance Studies, Tempe 2005.
- Michael Maier, Symbola aureæ mensæ (1617). Trad. : M. Maïer, La Table d'or, Grez-Doiceau, 2015, XII + 653 p.  (ISBN 978-2-930729-03-9).
- Francesco Patrizi, Magia Philosophica, hoc est Francisci Patricii Summi Philosophi, Zoroaster & eius 320. Oracula Chaldaica. Asclepii Dialogus & Philosophia magna. Hermes Trimegisti. Pœmander. Sermo Sacer. Clavis. Sermo ad filium. Sermo ad Asclepium, Hambourg, 1593.
- Alexandre-Toussaint Limojon de Saint-Didier, appendice au Triomphe hermétique (1699) Lettre aux vrais disciples d'Hermès contenant six principales clefs de philosophie secrète.
- Lenglet du Fresnoy, Histoire de la philosophie hermétique (1742).
- J. Brucker, Historia critica philosophiæ (t. IV), Leipzig, 1743, fac-similé Thoemmes Continuum, 2005, 6242 p.
- Dom A. J. Pernety, Dictionnaire mytho-hermétique (1758), Milan, Archè, 1971.
- Mary Ann Atwood, The Hermetic Mystery, Yogi Publication Society, 1850.
- Éliphas Lévi, La Clef des grands mystères suivant Hénoch, Abraham, Hermès Trismégiste et Salomon (1859).
- Anna Kingsford et E. Maitland, The Hermetic Works (1885). Anna Kingsford fut hermétiste, puis fondatrice de l'Hermetic Society en 1884.
- Édouard Schuré, Les Grands Initiés. Esquisse de l'histoire secrète des religions. Rama, Krishna, Hermès, Moïse, Orphée, Pythagore, Platon, Jésus. (1889).
- Georg Robert Mead, Thrice Great Hermes. Studies in Hellenistic Theosophy and Gnosis, Londres, Theosophical Publishing Society, 1906, 3 t., rééd. 1949. G. R. S. Mead était helléniste mais aussi théosophiste depuis 1884.
- Voir aussi le thriller théologique d'Olivier Delorme, La Quatrième Révélation, H&O, 2005, qui mêle une intrigue contemporaine et une autre dans laquelle Hermès, et Hermès Trismégiste, sont largement évoqués.

### Études
Hermétisme gréco-égyptien
- Jean Doresse, « L'hermétisme égyptianisant », Histoire des religions, Gallimard, « Pléiade », t. II, 1972, p. 430-497.
- Mircea Eliade, Histoire des croyances et des idées religieuses, t. 2, Payot, 1978, § 209-210.
- André-Jean Festugière, La Révélation d'Hermès Trismégiste, surtout le t. I, 1944, 441 p. : L'astrologie et les sciences occultes (sur l'hermétisme gréco-égyptien populaire), et le t. II, 610 p. : Le Dieu cosmique (sur l'hermétisme gréco-égyptien savant), 1944-1954. Rééd. en 1 vol. des 4 vol. : Paris, Les Belles Lettres, 2006, 1700 p. ; réédition en un volume, texte revu et corrigé par Concetta Luna, indices par Nicolas Roudet, avec un prodrome du P. Henri Dominique Saffrey. Paris, Les Belles Lettres, 2014  (ISBN 978-2-251-32674-0).
- André-Jean Festugière, Hermétisme et mystique païenne, Aubier-Montaigne, 1967, 333 p., p. 28-88, 230-248.
- Garth Fowden, Hermès l'Égyptien (1986), trad. par Jean-Marc Mandosio, Paris, Les Belles Lettres, 2000, 2014, 382 p.  (ISBN 978-2-251-42013-4).
- Jean-Pierre Mahé, « Hermetica philosophica », apud Encyclopédie philosophique universelle, vol. III : Les œuvres philosophiques, t. I : La philosophie occidentale, PUF, 1992, p. 164-169.

Hermétisme
- Françoise Bonardel, L'hermétisme, PUF, coll. « Que sais-je ? », 1985, 127 p. Édition revue, augmentée et corrigée : La Voie hermétique, Dervy, 2011, 188 p.
- J. Dagens, « Hermétisme et cabale en France de Lefèvre d'Étaples à Bossuet », Revue de littérature comparée, 1 (1961), p. 3 sq.
- Mircea Eliade, Histoire des croyances et des idées religieuses, t. 3, Payot, 1983, § 310.
- Antoine Faivre (dir.), Présence d'Hermès Trismégiste, Albin Michel, « Cahiers de l'hermétisme », 1988, 235 p.
- Eugenio Garin, Hermétisme et Renaissance (1988), trad., Allia, 2001, 93 p.
- Henry et Renée Kahane, The Krater and the Grail. Hermetic sources of the Parzival, University of Illinois, 1965, 218 p.
- P. Lucentini, I. Parri, V. Perrone Compagni (éd.), Hermetism from late antiquity to humanism. La tradizione ermetica dal mondo tardo antico all'Umanesimo, Turnhout, 2003.
- Sylvain Matton, « Hermétisme », Encyclopædia Universalis, Paris, 1984, IX, pp. 265-268.
- I. Merkel et A. G. Debus (éd.), Hermeticism and the Renaissance, Berlin, 1988.
- Ernest Lee Tuveson, The Avatars of Thrice Great Hermes. An approach to Romanticism, Londres et Toronto, Associated University Press, 1982, 264 p.
- D. P. Walker, The Ancient Theology. Studies in Christian Platonism from the fifteenth to the eighteeing century (1972), Old Woking (Grande-Bretagne), The Gresham Press, 276 p.
- Frances Yates, Giordano Bruno et la tradition hermétique (1964), trad., Dervy, 1997, 558 p.
- Garth Fowden, The Egyptian Hermes. A Historical Approach to the Late Pagan Mind [lire en ligne], [lire en ligne].